# Feodosiyita
La feodosiyita és un mineral de la classe dels halurs.

## Característiques
La feodosiyita és un clorur hidratat de coure i magnesi de fórmula química Cu₁₁Mg₂Cl₁₈(OH)₈(H₂O)₁₄·2H₂O. Va ser aprovada com a espècie vàlida per l'Associació Mineralògica Internacional l'any 2015. Cristal·litza en el sistema monoclínic. La seva estructura és única. Alguns minerals de composició química similar (clorurs que conten coure i magnesi) són la haydeeïta, la paratacamita-(Mg) i la tondiïta.

## Formació i jaciments
La feodosiyita va ser descoberta a la fumarola Glàvnaia Tenoritóvaia del volcà Tolbàtxik, situat a Kamtxatka (Districte Federal de l'Extrem Orient, Rússia). Es tracta de l'únic indret on ha estat trobada aquesta espècie mineral.